# Atanasio II
Atanasio II (Creta, ... – Ucraina, ...; fl. XV secolo) è stato un arcivescovo ortodosso bizantino, ultimo Patriarca ecumenico di Costantinopoli prima della caduta di Costantinopoli.
Il suo ministero sarebbe occorso tra il 1450 e il 1453. L'unico documento sulla sua esistenza è rappresentato dagli Atti del Concilio di Santa Sofia, considerato un falso a causa di anacronismi presenti nel testo.
Atanasio sarebbe nato a Creta nella prima parte del XV secolo. Fu eletto patriarca di Costantinopoli nel 1450, succedendo al deposto Gregorio III. Dopo la caduta di Costantinopoli, scappò e trovò rifugio sul Monte Athos, dove dedicò a Sant'Antonio il Grande una casa monastica sul sito del vecchio Monastero di Xistrou.
Più tardi lasciò Athos per trasferirsi in un monastero nel territorio della moderna Ucraina, dove morì in una data ignota.
La sua cella sul Monte Athos divenne la base su cui fu fondata la Skita di Sant'Andrea, struttura dipendente dal Monastero di Vatopedi.